# Rutsj
Rutsj var et dansk tv-gameshow for børn, sendt første gang på DR1 i 2002. Figuren Vera (Michel Castenholt) var hovedvært og havde gennem flere programmer forskelige medværter. Både Signe Lindkvist, Camilla Ottesen og Peter Frödin har været medvært.
Programmet har senere været genudsendt under navnet "Rutsj klassik", hvor musik indslaget var klippet ud.

## Historie
Oprindeligt skulle der havde være to hold med tre deltager på hvert.
Oprindeligt kunne hvert holdt have fået forskellige mærkelige discipliner, og det var ikke nødvendigvis den, der udførte opgaven bedst, der vandt.

## Format
Programmet bestod af 5 gamerunder à hver 2 minutters varighed, hvor de 2 hold skulle deltage i diverse særprægede konkurrencer.
Vinderen af hver konkurrence fik lov til at vælge, hvilken præmie af to mulige de vil have med til "Det store præmieræs", mens modstanderen fik den anden præmie.
Oftest var der en attraktiv og en uattraktiv præmie. Hvis en konkurrence endte uafgjort, blev præmierne lagt i puljen, som holdene så havde mulighed for at vinde i finalen.
I de originale udsendelser var der desuden et musikindslag.
Hvert hold kom, mens de blev præsenteret, rutsjende ned ad en rutsjebane, som var stillet op blandt publikum, deraf programmets titel.

### Gamerunder
Hver gamerunde varede 2 minutter, undtaget var dog bl.a. "vennerunden", hvor hvert hold i stedet fik 1 minut.
I "vennerunden", som oftest blev brugt som startrunde, skulle hver deltager finde en seddel, som lå i en bestemt type objekter, der varierede i de forskellige programmer, som f.eks. i punge, tasker eller flødeboller.
På sedlen stod et spørgsmål om holdkammeraten, som skulle svares rigtig for at få et klistermærke; det hold der havde flest klistermærker fik lov til at vælge præmie først.
Derudover deltog holdene i diverse specielle konkurrencer som f.eks. "parre sko med bind for øjnene", "smøre hovedet ind i vaseline og flyt vatkugler fra en balje til en beholder, uden brug af hænder", "øs grød op på en tallerken på hovedet og hæld ned i baljen" m.m.

### Finalen
Finalen blev kaldt "Det store præmieræs".
I de tidlige programmer skulle én fra hvert hold stille sig op på en stor plade, hvor der var forskellige felter.
Den anden deltager stod for enden af "pladen" og trykkede på en knap, hvorefter et tilfældigt felt blev udvalgt.
Felterne havde forskellige betydning, som f.eks. at man kunne stjæle en præmie fra det andet hold, miste sin præmie til pulje, vinde nye præmier ved korrekt svar på et spørgsmål.
Turen gik på skift holdene imellem.
I de senere programmer var "pladen" erstattet af en boldmaskine, hvor boldene havde forskellige farver og betydninger, og et tryk på knap udløste en bold. Ellers var reglerne de samme, bortset fra at man ikke kunne miste sin præmie til puljen, og der var indført "tabt tur", hvis puljen var tom.